# Deutsche Telekom

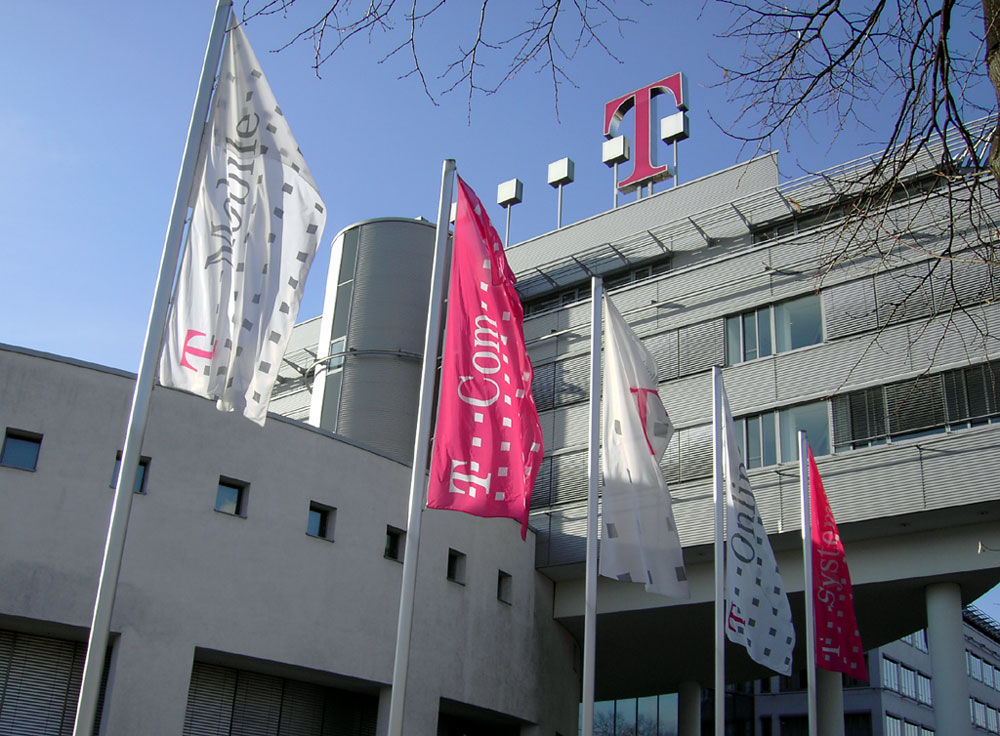
Huvudkontornet i Bonn

Deutsche Telekom AG är tysk telekomkoncern med säte i staden Bonn.
Deutsche Telekom var tidigare en del av statliga verket Deutsche Bundespost (i dag Deutsche Post AG), men är sedan 1995 ett börsnoterat aktiebolag. Deutsche Telekom är Europas största telekommunikationsföretag och har profilerat sig genom egna cykelstallet T-Mobile Team. 

## Grafisk profil
Deutsche Telekoms logotyp ofta enbart av ett versalt T alternativt företagets internetbolag T-com som bland annat syns på FC Bayern Münchens matchtröjor. Företagets färg är magenta tillsammans med vit och grått.